# Bahnhof Buenavista
Der Bahnhof Buenavista ist ein Kopfbahnhof in der Delegación Cuauhtémoc der mexikanischen Hauptstadt Mexiko-Stadt. Der wichtige Verkehrsknotenpunkt wurde 1873 eröffnet und ist heute Ausgangsbahnhof für die Linie 1 des S-Bahn-ähnlichen Tren Suburbano del Valle de México nach Cuautitlán. Des Weiteren befindet sich neben dem Bahnhof auch der gleichnamige U-Bahnhof der Linie B sowie eine Haltestelle des Schnellbussystems Metrobús.

## Geschichte
Der Bahnhof Buenavista wurde als Teil der Ferrocarril Méxicano am 1. Januar 1873 vom Staatspräsidenten Sebastián Lerdo de Tejada eröffnet. Der Bahnhof war damals der Ausgangspunkt der ersten Eisenbahnstrecke Mexikos nach Veracruz. Unter der Präsidentschaft von Porfirio Díaz (auch „Porfiriato“ genannt) erlebte das Land einen starken Ausbau der Schienenwege auf über 20.000 Kilometer. Dadurch stiegen die Fahrgastzahlen immens, der Bahnhof wandelt sich in den 1920er Jahren zu einem „Tor zur Welt“.
1958 ließ die Staatsregierung den alten Bahnhof an der Kreuzung der Straßen Héroes Ferrocarrileros und Buneavista abreißen und drei Jahre später wurde 700 Meter weiter nördlich an der Kreuzung der heutigen Avenidas Mosqueta und Insurgentes Norte der neue Bahnhof mit zwölf Gleisen eröffnet. Auf dem ehemaligen Bahnhofsgelände entstanden die Wohnsiedlung Tlatelolco (Conjunto Urbano Nonoalco Tlatelolco) und das neue Rathaus von Cuauhtémoc. Am 14. Februar 1994 wurde die zweigleisig ausgebaute und elektrifizierte Ferrocarril México–Querétaro zwischen der Hauptstadt und damit dem Bahnhof Buenavista sowie Querétaro eröffnet.
Mit der Privatisierung des Schienenverkehrs in Mexiko ab 1994 und der im weiteren Verlauf folgenden Einstellung des Eisenbahnreiseverkehrs 1999 verwaiste der Bahnhof zunächst. Erst mit der Errichtung der ersten S-Bahn Mexikos, des Tren Suburbano del Valle de México, im Jahr 2008 betraten wieder Fahrgäste den Bahnhof. Im Zuge dessen erhielt das Gebäude eine umfassende Sanierung, von den ursprünglich zwölf Bahnsteiggleisen blieben allerdings nur vier erhalten. Derzeit verkehren von Buenavista S-Bahnzüge nach Cuautitlán, ab Dezember 2025 auch zum Flughafen AIFA. Für 2027 ist die Wiederaufnahme von Personenfernverkehr, zunächst nach Querétaro und Pachuca, geplant.
Im Jahr 2006 eröffnete auf dem aufgelassenen östlichen Gleisfeld des Bahnhofes die von Alberto Kalach entworfene Biblioteca Vasconcelos mit mehr als einer halben Millionen Büchern und umgeben von einem 2,6 Hektar großen Botanischen Garten. In 2012 folgte direkt an den Bahnhof angeschlossen und größtenteils über den Gleisanlagen errichtet ein großes Einkaufszentrum namens „Forum Buenavista“ mit Dutzenden Geschäften auf über 37.000 Quadratmetern Verkaufsfläche und rund 50 Restaurants.

## Bildergalerie

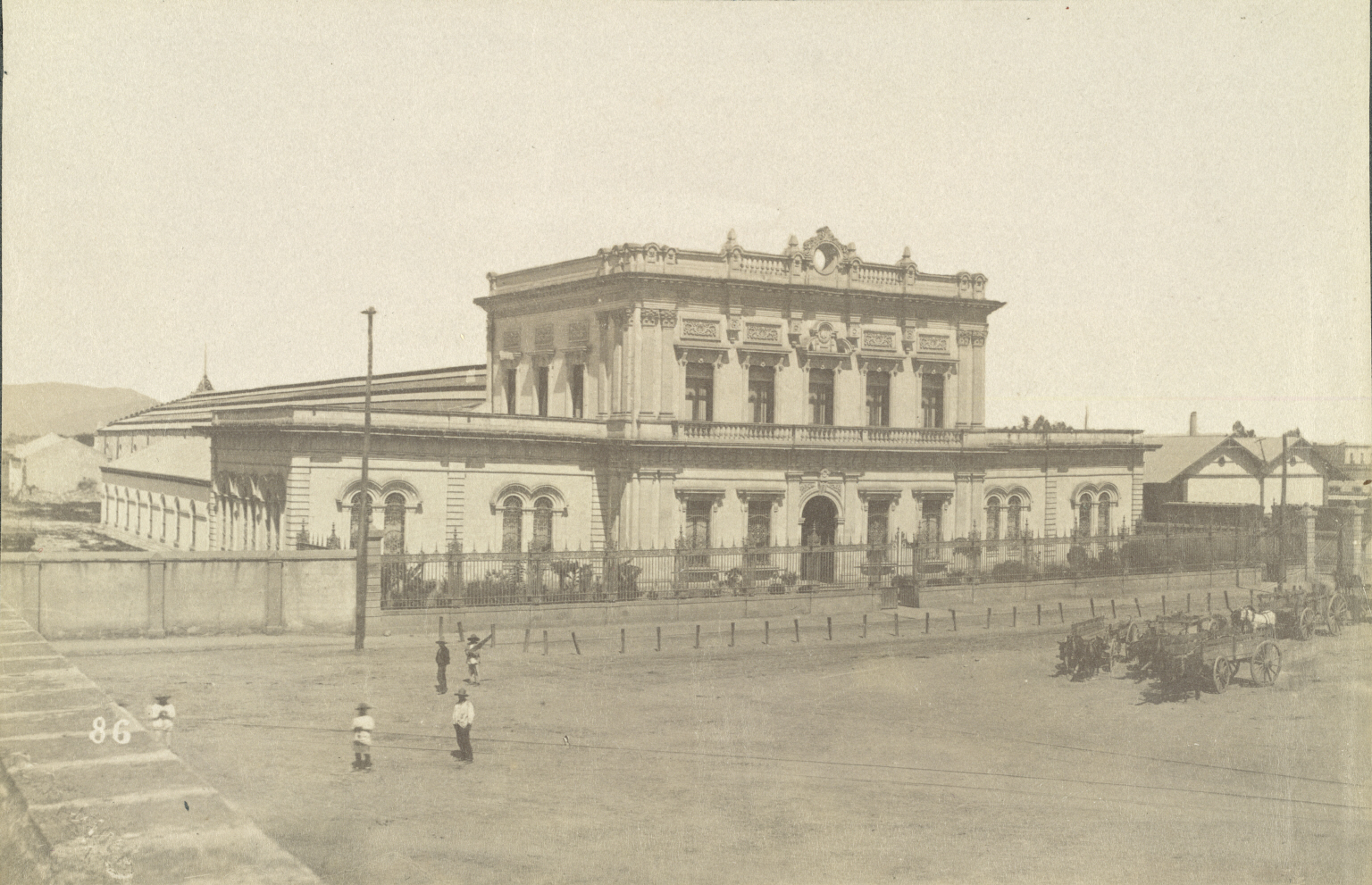
Das vom deutschen Architekten J. Müller entworfene, neoklassizistische erste Bahnhofsgebäude mit Bruchsteinfassade (1885)
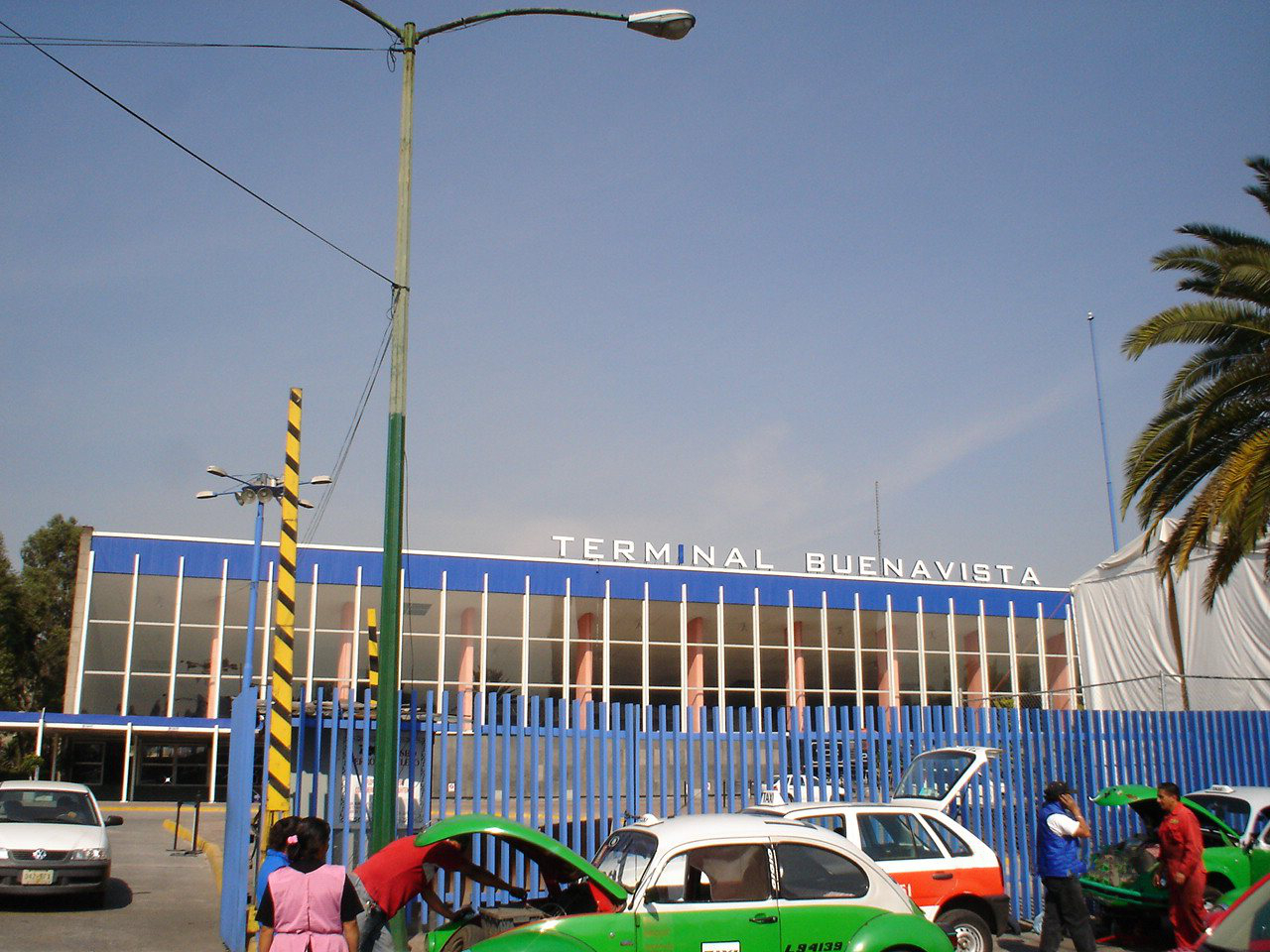
Die Südfassade vor der Sanierung (2006)
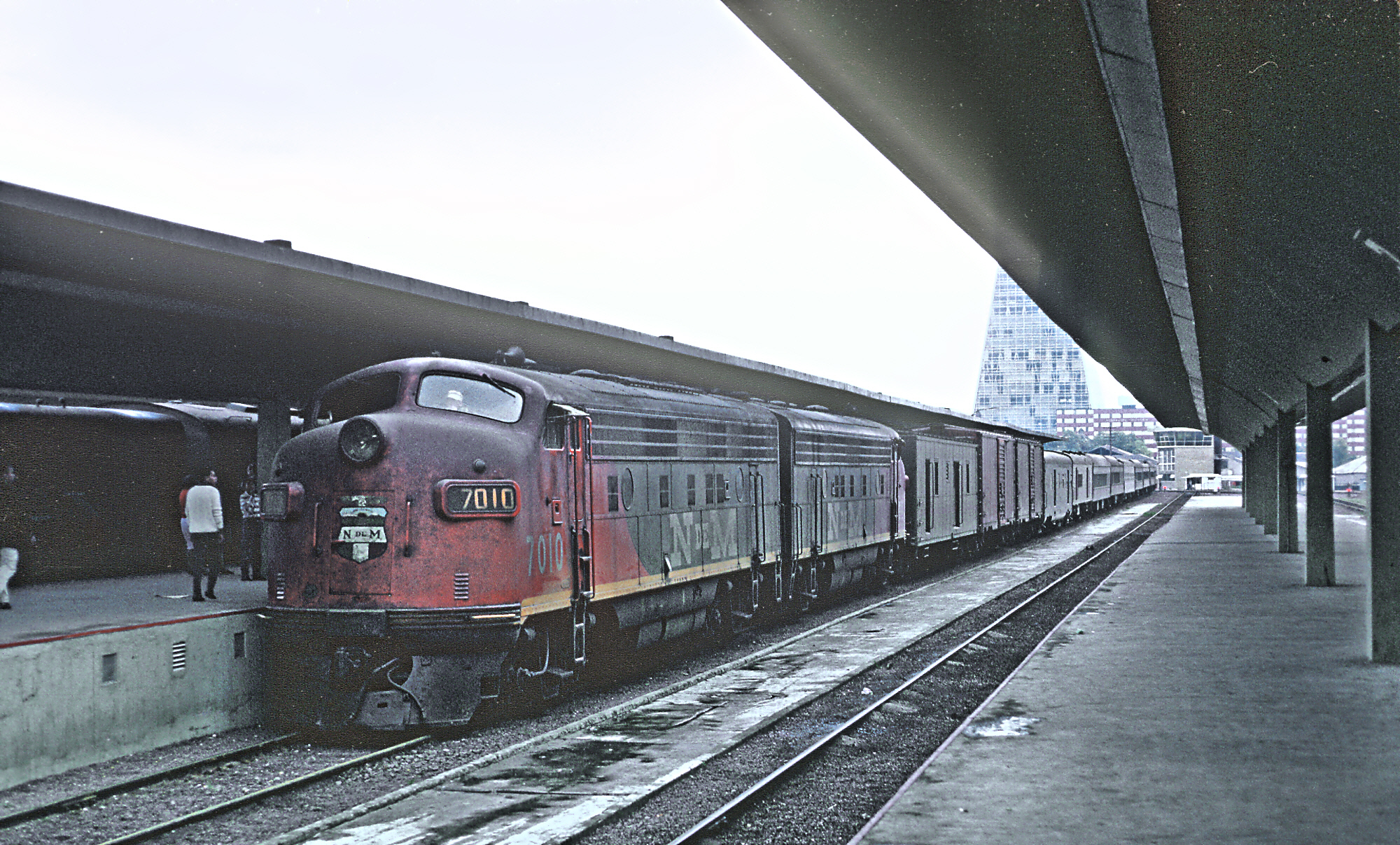
Eingefahrener Zug Nr. 45 von Balsas (heute Ciudad Lázaro Cárdenas), im Hintergrund der 1962 eingeweihte Torre Insignia (1966)
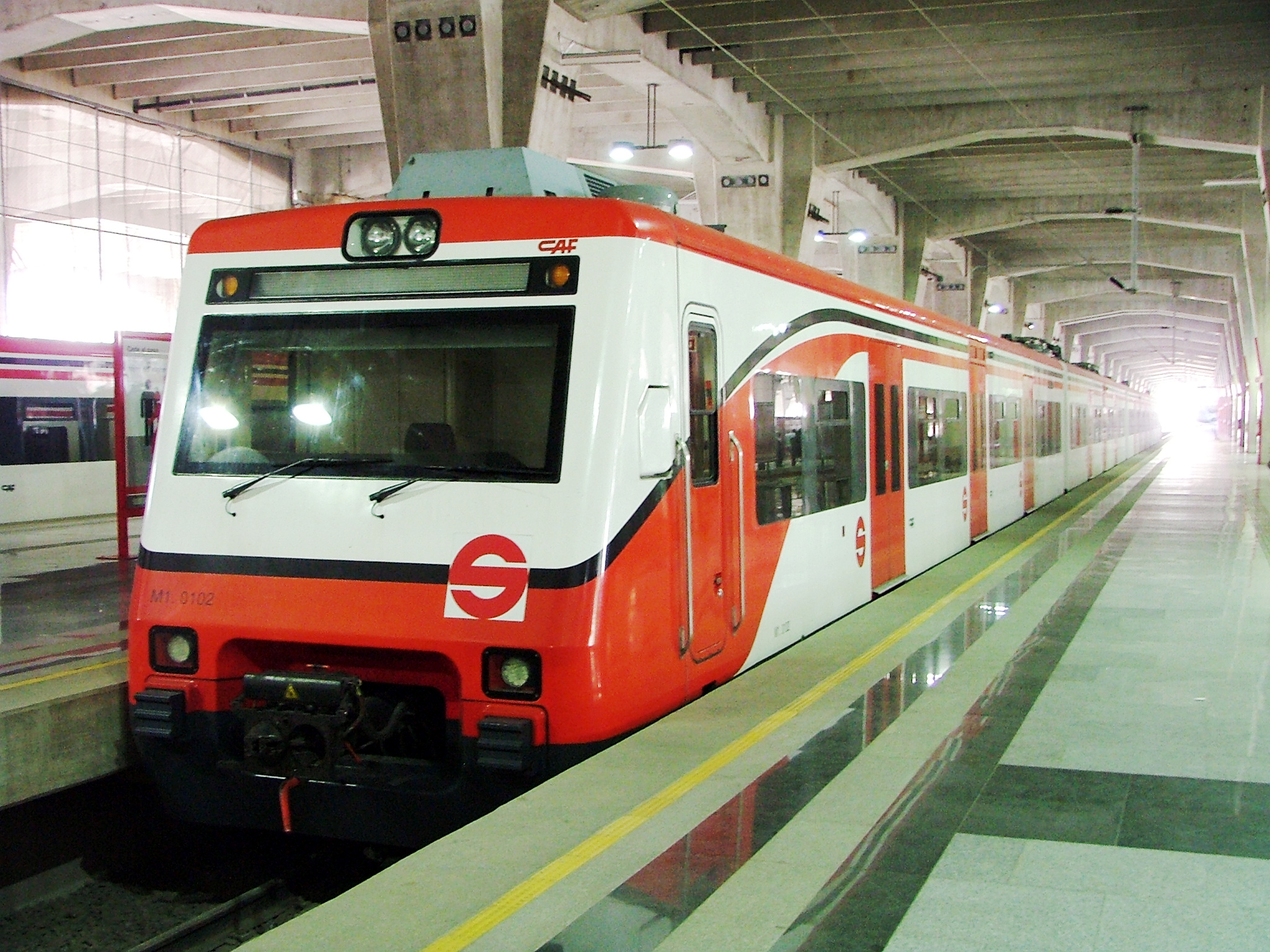
S-Bahn-Zug im Bahnhof Buenavista (2009)
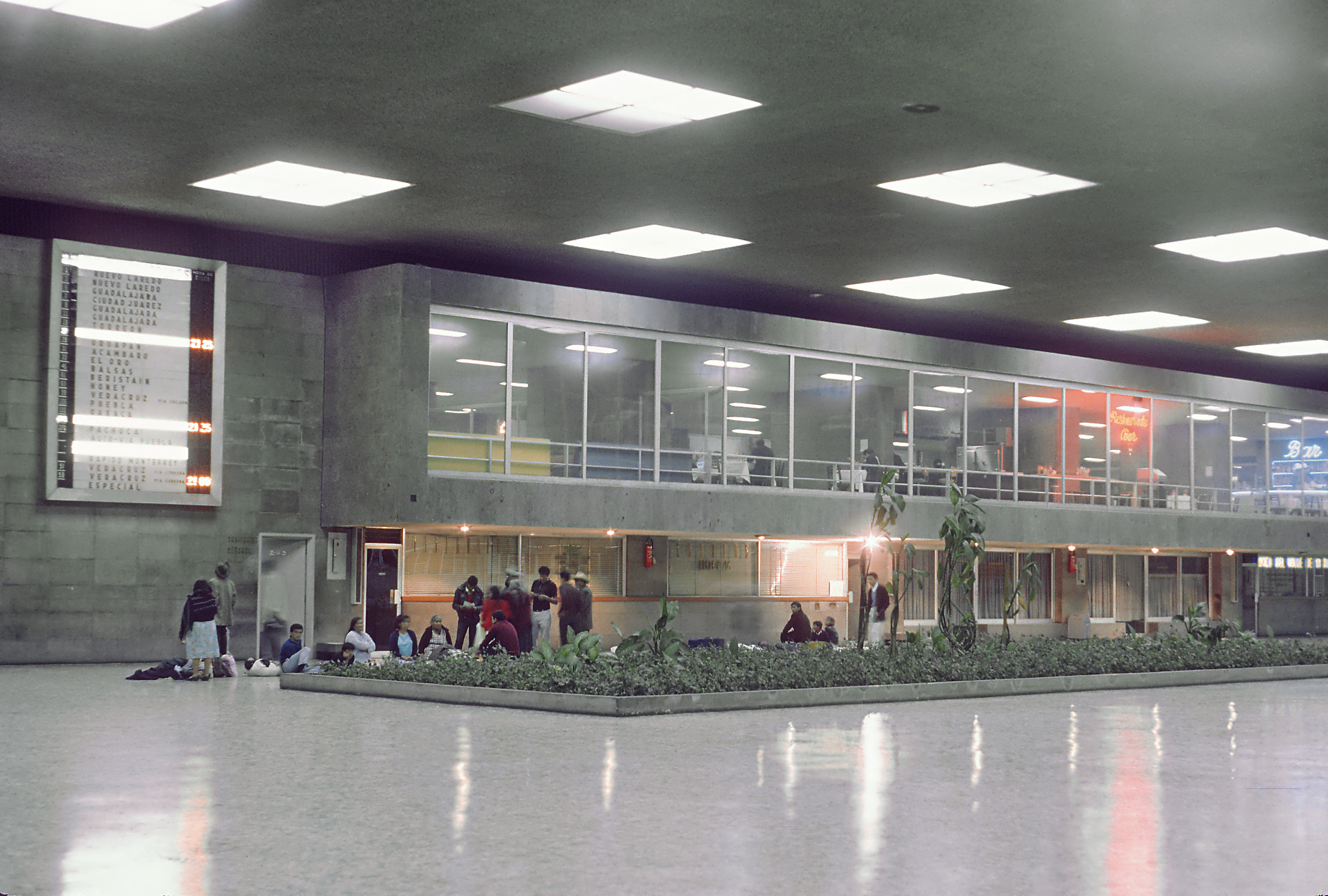
Die frühere Bahnhofshalle (1966)
Blick von der Bahnsteigebene in das „Forum Buenavista“ (2013)